# Michel Avanzini
Michel Avanzini (* 28. März 1989 in Winterthur) ist ein ehemaliger Schweizer Fussballspieler, der während seiner Karriere unter anderem für den FC Gossau, FC Lausanne-Sport, Servette FC Genève und FC Winterthur spielte. Mit Lausanne stieg er 2010/11 in die Super League auf und spielte in der Europa League. Während seiner Jugendzeit spielte er in diversen Schweizer Nachwuchsauswahlen. 2017 beendete er seine Karriere als Profifussballer.

## Karriere

### Vereine
Michel Avanzini war während seiner Juniorenzeit beim SC Aadorf, beim FC Winterthur und beim FC St. Gallen. Beim FC Winterthur absolvierte er seine ersten beiden Spiele in der Challenge League und wechselte danach zum FC St. Gallen. Dort kam er jedoch bis auf einen Einsatz im Schweizer Cup gegen den FC Töss nie zu einem Einsatz in der ersten Mannschaft. Er spielte zwei Jahre in der St. Galler U21 und wurde dann an den damaligen Challenge-Ligisten FC Gossau ausgeliehen, wo er während anderthalb Jahren Stammspieler war und zeitweise zum Captain avancierte. Nach der Leihe wurde Avanzini ablösefrei dem FC Lausanne-Sport abgegeben.
In der Saison 2010/11 konnte Michel Avanzini den Aufstieg mit dem FC Lausanne-Sport in die Super League feiern. In der Super League kam er in drei Jahren zu insgesamt 37 Einsätzen, und auch bei der erfolgreichen Europa-League-Kampagne der Lausanner kam er zum Einsatz. Von Verletzungspech in der ersten Super-League-Saison geplagt sowie durch Trainerwechsel verlor er seinen Stammplatz. Nach fehlgeschlagenen Verhandlungen mit Vaduz und Winterthur wechselte er am 25. Februar 2014 zum FC Rapperswil-Jona in die damalige 1. Liga Classic. Avanzini wollte sich mehr auf berufliche Möglichkeiten neben dem Fussball konzentrieren. Seine kurze Zeit (4 Wochen) beim FC Rapperswil-Jona gab ihm aber wieder mehr Schub und sein Selbstvertrauen zurück. Und er bat die Vereinsverantwortlichen schon bald um eine Auflösung des Vertrages, um nochmals einen Anlauf im Profifussball zu nehmen.
Danach trainierte er, nachdem er die Transferfrist im Winter verpasst hatte, ein halbes Jahr beim FC Wohlen, wechselte dann jedoch im Sommer auf Vermittlung Pascal Zuberbühlers zum Schweizer Traditionsverein Servette FC Genève. Dort spielte er regelmässig, auch wenn nicht auf seiner Stammposition als Rechtsverteidiger und schoss gar als Linksaussen ein Tor.
Nach Servettes Zwangsabstieg kehrte Avanzini im Sommer 2015 zurück auf die Winterthurer Schützenwiese. Nach einer Wadenzerrung im Startspiel kam er dort ab November auf der rechten Seite regelmässig zum Einsatz. Nach Abschluss seines Studiums teilte Avanzini dem FCW mit, dass er im Sommer 2017 keinen neuen Vertrag mehr wünsche und sich stattdessen anders orientieren will. In seinem letzten Profispiel für Winterthur gegen Chiasso erzielte er dabei noch ein Tor.
Für ein halbes Jahr spielte er danach noch für die Winterthurer U21, da er sich den Traum eines Auslandseinsatzes in der amerikanischen MLS offenhalten wollte, wechselte aber danach zum SC YF Juventus in die drittklassige Promotion League. Zuletzt spielte er in der Hinrunde der Saison 2018/19 noch für den FC Freienbach in der fünftklassigen 2. Liga interregional, bevor er auch dort berufs- und verletzungsbedingt zurücktreten musste.

### Nationalmannschaft
Michel Avanzini absolvierte insgesamt 13 Spiele (2 Tore) für die Schweizer Juniorenauswahlen.

## Erfolge
- Aufstieg 2010/11 in die Super League mit dem FC Lausanne-Sport